# Final Fantasy All the Bravest
Final Fantasy All The Bravest é um jogo eletrônico para o iOS desenvolvido pela BitGroove e publicado pela Square Enix. O jogo, que é um spin-off da franquia Final Fantasy, foi anunciado através de um teaser no dia 16 de janeiro de 2013 e lançado no dia seguinte na App Store. Diferentemente de outros jogos da série, All the Bravest não possui nenhum tipo de história ou enredo. O jogo foca no sistema de batalha em tempo real, característico da série.

## Jogabilidade
Em Final Fantasy All The Bravest, o jogador avança linearmente em um mapa-mundi semelhante ao presentes nos jogos mais antigos da série, sendo que ao longo do caminho o jogador deve participar de lutas contra inimigos famosos da série. O sistema de batalha tenta simular os sistemas dos jogos originais; nas lutas o jogador deve apertar nos seus personagens para que estes ataquem os inimigos. Após o ataque, uma barra irá aparecer na cabeça do personagem, que só poderá atacar novamente quando a barra encher. Ao ganhar batalhas, o jogador ganha experiência e gil (a moeda da franquia), porém não há onde gastar essas moedas. O jogador pode ter um máximo de 32 personagens no seu lado durante a batalha, sendo que eles são escolhidos aleatoriamente entre os que ele possui no início do encontro e irão morrer com um único golpe. Além de abrir novos personagens aleatoriamente ao progredir no jogo, também são encontrados novos equipamentos aleatoriamente, que são equipados automaticamente.
Após morrer, um personagem só poderá voltar para a batalha após esperar três minutos na vida real, porém o jogador pode comprar, através de microtransações, um item que irá remover essa espera. Também com dinheiro real, o jogador pode adquirir um novo herói da franquia, aleatório, para adicionar ao seu grupo, de um total de 35 heróis.

## Recepção
Final Fantasy All The Bravest possui, atualmente, uma média de 26 pontos no agregador, Metacritic, de um total de 14 críticas. Alguns críticos deram a All the Bravest a nota mais baixa do site, como Jim Sterling, do Destructoid, que deu 1 em 10. Sterling criticou o jogo por "não ser realmente um jogo. É um sistema de entrega de dinheiro, com [o jogaador] fazendo o papel de entregador, seu dinheiro como a carga, e Square Enix o recipiente". Outros críticos ecoaram o problema, como Justin Davis, escrevendo para o site IGN: "All the Bravest seria meramente um passatempo, se não fossem pelas várias microtransações nele presente." A única característica positiva notada por Davis foi a nostalgia do jogo.
Outra forte crítica ao jogo está presente no fato de muitos críticos terem considerado o sistema de batalha, o foco do jogo, como superficial. Todos os personagens possuem apenas um tipo de ataque, e é tudo que o jogador pode fazer. Para Sterling, não haveria a menor diferença se os ataques fossem automatizados, sem a necessidade do jogador ter de pressionar nada.